# معاملة المثليين في الأردن
يواجه الأشخاص من المثليين والمثليات ومزدوجي التوجه الجنسي والمتحولين جنسياً (اختصاراً: مجتمع الميم) في الأردن تحديات قانونية واجتماعية لا يواجهها غيرهم من المغايرين جنسيا. يواجه الأشخاص من مجتمع المثليين وصمة عار بين السكان. كما أن المنازل التي يعيش فيها الشركاء المثليون غير مؤهلة للحصول على نفس الحماية القانونية المتاحة للأزواج المغايرين. تعتبر حقوق المثليين في الأردن متقدمة نسبيًا، مقارنة بمعظم الدول الأخرى في الشرق الأوسط. كان النشاط الجنسي المثلي غير قانوني في السابق في الأردن بموجب قانون العقوبات الصادر عن الانتداب البريطاني حتى عام 1951، عندما تبنى الأردن قانون العقوبات الخاص به الذي لا يجرّم المثلية الجنسية. يظل النشاط الجنسي المثلي قانونيًا في الأردن. ومع ذلك، يمكن مقاضاة الأشخاص من مجتمع الميم الذين يعرضون المودة العامة بحجة «الإخلال بالأخلاق العامة». يتم نشر مجلة عامة خاصة بمجتمع الميم في الأردن. ومع ذلك، توجد عدة تقارير تتحدث عن مستوى عالي من التمييز والانتهاكات ضد مجتمع الميم. كما تعتبر عملية تغيير الجنس جريمة قد يعاقب عليها القانون بالسجن لمدة قد تبلغ 15 عاما منذ عام 2018.

## قانونية النشاط الجنسي المثلي
جرّم قانون العقوبات الصادر عن الانتداب البريطاني المثلية الجنسية بالسجن لمدة تصل إلى 10 سنوات، حتى عام 1951 عندما تبنى الأردن قانون العقوبات الخاص به الذي لا يجرّم المثلية الجنسية. في عام 1951، قامت مراجعة للقانون الجنائي الأردني بتشريع السدومية الخاصة، غير التجارية، والمتراضية بين البالغين، مع تحديد سن الرشد ب 16 عامًا.
لم يعد قانون العقوبات الأردني يسمح لأفراد الأسرة بضرب أو قتل فرد من أفراد أسرته والذي يتم تفسير توجهه الجنسي «غير المشروع» على أنها «تجلب العار» للعائلة بأكملها. في عام 2013، جعل قانون العقوبات المنقح حديثًا جرائم الشرف، كمبرر قانوني للقتل، غير قانوني.
يمنح قانون العقوبات الأردني السلطة التقديرية للشرطة عندما يتعلق الأمر بحماية السلام العام، والذي يستخدم في بعض الأحيان ضد مجتمع الميم الذين ينظمون المناسبات الاجتماعية.

## الهوية الجندرية والتعبير عنها
في عام 2014، سمحت محكمة النقض في الأردن، وهي أعلى محكمة في الأردن، لامرأة متحولة جنسيا بتغيير اسمها القانوني وجنسها إلى أنثى بعد أن قدمت تقارير طبية من أستراليا. صرح رئيس دائرة الأحوال المدنية والجوازات الأردنية أن حالتين إلى ثلاث حالات من تغيير الجنس تصل إلى الدائرة سنويًا، وكلها تستند إلى تقارير طبية وأوامر من المحكمة.
في أبريل 2018، أقر البرلمان الأردني قانون المسؤولية الطبية المتقدمة الذي يحدد «تغيير الجنس» و «إعادة التنازل عن الجنس» مما يجعل أول غير قانوني ويعاقب عليه مع غرامة وسجن أي طبيب يقوم بما وصفته لجنة الصحة في البرلمان بأنه «تغيير الجنس» الذي يغير جنس شخص لديه الكروموسومات والأعضاء التناسلية والخصائص الثانوية لجنس واحد.

## وسائل الإعلام والصحافة
تنظم لجنة الإعلام المعرض التجاري وتوزيع الأفلام والبرامج التلفزيونية في الأردن. في عام 2016، قضت لجنة الإعلام بعدم عرض فيلم الفتاة الدنماركية علنًا لأنه «شجع» الانحراف والاضطراب العام. تخضع وسائل الإعلام المطبوعة لقانون الصحافة والنشر.
تم تعديل قانون الصحافة والنشر في عامي 1998 و 2004. وحظرت الوثيقة الأولية تصوير أو تأييد «الانحراف الجنسي»، والذي ربما تضمن المثلية الجنسية. في النسخة المنقحة في 2004 بعض الأحكام ذات التأثير المباشر على حقوق المثليين. أولاً، تم استبدال حظر المحتوى على «الانحراف الجنسي» بمتطلبات عامة مفادها أن الصحافة «تحترم قيم... الأمة العربية والإسلامية» وأن تتجنب الصحافة أيضًا التعدي على حياة الناس الخاصة.
في عام 2007، نشأت أول مجلة أردنية لمجتمع الميم ماي كالي (بالإنجليزية: My.Kali). بعد مرور عام، بدأت ماي كالي النشر على الإنترنت، سميت باسم عارض مثلي الجنس علنًا خالد عبد الهادي. وتصدرت عناوين الصحف الرئيسية، كونها أول مجلةً موجود في منطقة الشرق الأوسط وشمال إفريقيا، مع واحد من الوجوه الوحيدة في عموم المنطقة العربية.
صرح مقال نشرته قناة الجزيرة الإنجليزية بعنوان "الدفع من أجل المساواة الجنسية في الأردن": "في وقت سابق من هذا العام، نشروا العدد 50 من المجلة، واحتفلوا بذكرى مرور سبع سنوات على المجلة. كالي على الغلاف، يحتضن رأسه نحت، وجذعته العارية مغطاة بالغبار الأبيض. يقول العنوان:" أخبرني قليلاً من الأسرار البيضاء!" سرعان ما أزيل الموقع الرسمي عن الموقع، وتم لصقه على المدونات والصفحات بدلاً من ذلك، بسبب الضجة الكبيرة التي أحدثتها المقالة في ذلك الوقت. "... كتب صحفي أجنبي من موقع الجزيرة بلس مقالًا إيجابيًا منذ عامين عن مجلة ماي كالي في الأردن، لكن بعد يوم واحد تمت إزالة المقال من موقعه على الإنترنت وتم توبيخ الصحفي بشدة". كتب الصحفي دان ليتور على صفحته الرسمية على فيسبوك، فيما يتعلق بمحاولات قطر للتكتم على وسائل الإعلام المحلية، وحرية الصحافة. قامت المجلة بعرض الفنانين من غير مجتمع الميم على أغلفتها لتعزيز القبول لدى المجتمع، وكانت أول مجلة عرضت العديد من الفنانين الإقليميين مثل ياسمين حمدان، المغني الرئيسي لفرقة مشروع ليلى، حامد سنو، علاء الوردي، زاهد سلطان وغيرهم الكثير. وقال خالد لجريدة إيجبت إندبندنت "الأردن بلد تقليدي للغاية، ونحن نعتبر مثيرين للجدل في الأردن لمجرد كسر الصورة النمطية والخروج عن القاعدة".
عقدت فعاليات في العاصمة الأردنية عمّان في اليوم العالمي لمناهضة رهاب المثلية، ورهاب التحول الجنسي ورهاب ازدواجية التوجه الجنسي في عامي 2014 و 2015، وذلك أساسًا لأغراض تعليمية ولغرض رفع صوت مجتمع الميم ومناقشة التحديات. حضر الفعاليات العديد من النشطاء وأعضاء مجتمع الميم وحلفاءهم في الأردن. في الحدث الثاني الذي عقد في عام 2015 كانت السفيرة الأمريكية في الأردن أليس ويلز واحدة من المتحدثين. تم نشر الحدث الذي عقد في عام 2015 في جميع وسائل الإعلام المحلية تقريبًا.

## ظروف الحياة

### تاريخ
كانت المرة الأولى التي تصدر فيها الحكومة الأردنية أي بيان علني بشأن حقوق المثليين، في المؤتمر العالمي الرابع للمرأة الذي عقد في عام 1995. وسعى المؤتمر الدولي إلى معالجة قضايا حقوق المرأة على نطاق عالمي، وقدم اقتراح بعقد المؤتمر رسمياً معالجة حقوق الإنسان للنساء المثليات ومزدوجات التوجه الجنسي. وساعد المندوبون الأردنيون في المؤتمر في هزيمة الاقتراح. في الآونة الأخيرة، عارض مندوبو الأردن في الأمم المتحدة الجهود المبذولة لجعل الأمم المتحدة نفسها تدعم حقوق المثليين، على الرغم من أن هذا الاقتراح الأخير اعتمد في النهاية من قبل الأمم المتحدة.
تتسامح الحكومة الأردنية مع بعض المقاهي في عمان التي تعتبر على نطاق واسع صديقة للمثليين.
افتتح Books@Cafe في عام 1997 ولا يزال مكتبة ومقهى شهيرًا للرواد الذين يدعمون «الإبداع والتنوع والتسامح». في القرن الحادي والعشرين، أعلن عارض أردني، خالد عبد الهادي، عن مثليته الجنسية، وكان يدعم إنشاء مجلة خاصة بمجتمع الميم لنشرها في الأردن. قال خالد «في شبابي، كان من الصعب علي أن أجد موضوعات ومنشورات يمكنني أن أتعامل معها! في بلدي، رفضتني معظم المجلات وأفكاري بسبب صغيري في ذلك الوقت، وشعرت وكأنني منبوذ في المجتمع!»
تشير التقارير الأخيرة إلى أنه على الرغم من وجود عدد كبير من مواطني مجتمع الميم في الخزانة (مخفين توجههم الجنسي) وغالبًا ما يتعين عليهم أن يعيشوا حياة مزدوجة، بدأت موجة جديدة من مجتمع الميم في الخروج من الخزانة (إعلان توجههم الجنسي) وأصبحوا أكثر وضوحًا في البلاد، ويعملون على تأسيس مجتمع الميم نابض بالحياة من صناع الأفلام والصحفيين والكتاب والفنانين وغيرهم من المهنيين الشباب. يقدر عدد قليل من الشباب الأردنيين من الطبقة العليا فقط على البقاء عزّابا. معظم هؤلاء «الأردنيين» الأكثر انفتاحاً هم من المتعلمين تعليماً جيداً ومن أبناء الطبقة الوسطى المزدهرة أو العائلات الثرية.
تشير الأبحاث الأولية عن مجتمع الميم في الأردن إلى وجود الكثير من نفس التحيزات والاتفاقيات الاجتماعية الموجودة داخل مجتمع الميم في الولايات المتحدة أو أوروبا، من تلك التي توجد في الأردن.

### التطورات الأخيرة
في عام 2015، أصدرت وزارة الداخلية الأردنية بيانًا حول حقوق المثليين استجابةً للدعاية المحيطة بحدث في عمان. وقال البيان إن حقوق المثليين تتعارض مع الإسلام، الذي ينص عليه الدستور أنه الدين الرسمي للدولة، وأن القانون الأردني يجرم عقد اجتماعات عامة دون موافقة مسبقة، وكذلك السلوك العام الذي ينتهك السلام المجتمعي. كان هذا البيان استجابةً للدعاية المحيطة بحدث حقوق المثليين والذي عقد في عمان؛ يشير البيان "البند الأول: تحرص الدولة الأردنية على احترام العقيدة الإسلامية ومذهب الدين الإسلامي الحقيقي الذي تم التأكيد عليه بوضوح في المادة الأولى من الدستور الأردني التي تنص على:" الإسلام دين الدولة الأردنية" وتتوافق أحكام القانون المدني الأردني مع أحكام الشريعة الإسلامية والفقه والعادات لأنها مصدر التشريع؛ لذلك، يعتبر الاعتراف بمجموعات المثليين خرقًا للشريعة الإسلامية وبالتالي للدستور الأردني. أي مقترحات من المنحرفين جنسيا لخرق أحكام الشريعة والنظام العام، ولهذا تعتبر المقترحات المذكورة أعلاه جريمة يعاقب عليها القانون. البند الثاني: بشأن اجتماع اليوم العالمي لمناهضة رهاب المثلية، ورهاب التحول الجنسي، ورهاب ازدواجية التوجه الجنسي؛ لم تمنح الحكومة موافقتها على عقده، مع العلم أن قانون الاجتماعات العامة رقم 7 لعام 2004 وتعديلاته مسؤولة عن تنظيم أي اجتماع عام وبالتالي يجب إبلاغ الحاكم الإداري بالاجتماع في حالة عقده، وهو ما لم يحدث. البند الثالث: لا تمتلك الحكومة أي معلومات استخبارية مؤكدة عن وجود ورعاية رسمية من قبل بعثة أجنبية بما في ذلك سفارة الولايات المتحدة في الاجتماع المذكور أعلاه. البند الأخير: لن تتسامح الحكومة في إنفاذ أحكام القانون للحفاظ على النظام الأمني والديكور مع الحفاظ على مبادئها وتقاليدها العربية الإسلامية؛ لذلك، سنلاحق من ثبت أنه انتهك هذه المبادئ ونقدمها إلى القضاء لتنفيذ الإجراءات القانونية اللازمة ضدها". أحكام الحفاظ على النظام الأمني مع الحفاظ على مبادئه وتقاليده العربية الإسلامية؛ لذلك، سنلاحق من ثبت أنه انتهك هذه المبادئ ونقدمها إلى القضاء لتنفيذ الإجراءات القانونية اللازمة ضدها".
في عام 2017، مُنعت فرقة مشروع ليلى، وهي فرقة لبنانية، من الأداء في الأردن. وقد صدر هذا الحظر عن وزارة الداخلية التي تتعارض مع قرار سابق أصدره مجلس السياحة الأردني. اعترض المحافظون على المواقف الليبرالية للفرقة وحقيقة أن أحد أعضاء الفرقة مثلي الجنس.